# Melvil Poupaud
Pour les articles homonymes, voir Poupaud.
Melvil Poupaud est un acteur, musicien et réalisateur français, né le 26 janvier 1973 à Paris.
Il apparait pour la première fois au cinéma à l'âge de onze ans dans le drame La Ville des pirates de Raoul Ruiz (1984), avec qui il collaborera à de nombreuses reprises par la suite. Après deux nominations au César du meilleur espoir masculin dans les années 1990, il s'impose comme une figure régulière du cinéma français, notamment dans des films d'auteur.
Dans les années 2010, son rôle principal dans Laurence Anyways du réalisateur Xavier Dolan lui vaut l'attention de la presse et des professionnels du cinéma, notamment québécois. Il est nommé au César du meilleur acteur en 2020 pour son rôle dans Grâce à Dieu de François Ozon puis en 2024 pour L'Amour et les Forêts de Valérie Donzelli.
Sa carrière l'a amené à jouer notamment sous la direction de cinéastes tels que James Ivory, Arnaud Desplechin, Valérie Donzelli, Justine Triet, Woody Allen, et Mia Hansen-Løve.

## Biographie

### Famille
La mère de Melvil Poupaud est Chantal Poupaud, scénariste, réalisatrice, productrice, et attachée de presse des films de Marguerite Duras. Il a deux frères, dont le musicien Yarol Poupaud. Il est aussi le neveu du réalisateur Jacques Richard et le petit-fils d'Yves Richard, journaliste à La Nouvelle République du Centre-Ouest, juge de ligne à Roland Garros et passionné de cinéma.
Par l'entremise de sa mère, il rencontre de nombreuses figures telles que le critique cinématographique Serge Daney, le réalisateur Raoul Ruiz, Hervé Guibert ou encore Jacques Lacan.

### Vie privée
De 1990 à 1992, Melvil Poupaud entretient une relation avec Chiara Mastroianni, rencontrée au lycée Fénelon. En 1999, il épouse la romancière et scénariste Georgina Tacou, fille de Constantin Tacou et filleule d'Éric Rohmer. De cette union naît leur fille Anna-Livia en 2001. Le couple se sépare après dix ans de vie commune.

### Carrière d'acteur

#### Débuts (1983-2000)
Dans sa jeunesse, sa mère lui fait rencontrer le réalisateur Raoul Ruiz, ce qui permet au jeune Melvil de débuter dans le cinéma, à l'âge de dix ans. Son premier rôle dans La Ville des pirates en 1983 est suivi par d'autres interprétations sous la direction de ce même cinéaste, à neuf reprises : L'Île au trésor et L'Éveillé du pont de l'Alma en 1985, Dans un miroir en 1986, Fado majeur et mineur en 1995, Trois vies et une seule mort en 1996, Généalogies d'un crime en 1997, Le Temps retrouvé en 1999, Combat d'amour en songe en 2000 et Mystères de Lisbonne en 2010. Le réalisateur confie un nouveau rôle à son acteur fétiche dans Les Lignes de Wellington, celui du maréchal André Masséna. Raoul Ruiz disparaît avant le tournage, le 19 août 2011 et c'est sa compagne Valeria Sarmiento qui reprend la réalisation. La complicité entre le metteur en scène et son comédien est mentionnée dans le documentaire Ballet aquatique, en 2010. Melvil Poupaud évoque son mentor et soutien, Raoul Ruiz : 

« Sans lui, je n'aurais jamais été acteur – ce n'était pas dans ma nature – ni réalisateur. Il m'a transmis le plaisir du jeu. »

Grâce au succès de son personnage, Thomas, aux côtés de Judith Godrèche dans le film La Fille de 15 ans, de Jacques Doillon en 1989, Melvil Poupaud est nommé au César du meilleur espoir masculin, l'année suivante. C'est en 1992 que le public le remarque réellement dans L'Amant de Jean-Jacques Annaud avec Jane March, sous le charme de laquelle il succombe.
En 1993, Melvil Poupaud joue dans Les gens normaux n'ont rien d'exceptionnel de Laurence Ferreira Barbosa. Il obtient sa nomination au César du meilleur espoir masculin pour une seconde fois en 1994. Melvil tourne son premier téléfilm avec Benoît Jacquot dans Marianne en 1995. Le cinéma d'auteur lui ouvre ses portes : le voici en héros sentimental dans Conte d'été d'Éric Rohmer en 1996, où il obtient le rôle principal. Melvil Poupaud est étudiant en philosophie, ténébreux et mystérieux dans Le Journal du séducteur de Danièle Dubroux. Suivent les collaborations avec Graham Guit dans Le ciel est à nous en 1997 et Les Kidnappeurs en 1998.

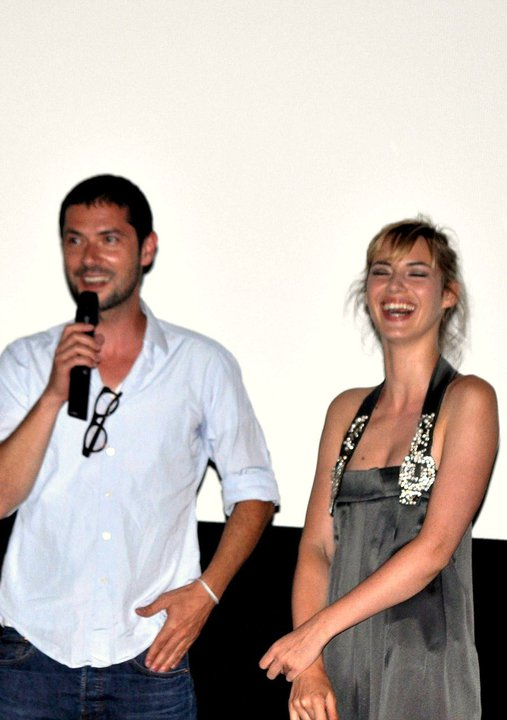
Melvil Poupaud et Louise Bourgoin en 2010.

#### Émergence (2002-2010)
L'artiste prend part en 2002 à Shimkent Hotel de Charles de Meaux, tourné successivement en Ouzbékistan, Kazakhstan, Tadjikistan et Kirghizstan avec son ami Romain Duris et Caroline Ducey. La particularité de ce film est une réalisation sans équipe technique, avec seulement une assistante et les comédiens. En 2003, le comédien joue dans sa première production américaine, Le Divorce de James Ivory, tournée à Paris avec Kate Hudson et Naomi Watts, puis dans la comédie Les Sentiments de Noémie Lvovsky. En 2004, il retrouve Danièle Dubroux pour le film Éros thérapie.
En 2005, il obtient le rôle de Romain, photographe trentenaire atteint d'un cancer en phase terminale, dans Le Temps qui reste de François Ozon et qui marque un tournant dans sa carrière. Le film sera repris dans plusieurs pays. Melvil Poupaud est membre du jury au Festival du cinéma américain de Deauville. En 2006, il réalise Melvil, où il se met en scène. Son film lui vaut sa troisième nomination pour le prix cinématographique, la Caméra d'or au Festival de Cannes en 2006. Melvil poursuit avec Broken English de Zoe R. Cassavetes, son premier film aux États-Unis, avec Parker Posey, Drea de Matteo, Justin Theroux et Gena Rowlands.
En 2007, il tourne Un homme perdu de Danielle Arbid, film inspiré de la vie du photographe Antoine d'Agata. Il fait deux longs-métrages avec le réalisateur Pascal Thomas, L'Heure zéro et Le crime est notre affaire en 2008. Une année 2008 prolifique pour Melvil Poupaud qui enchaîne trois autres films : Un conte de Noël d'Arnaud Desplechin, Speed Racer des Wachowski et The Broken de Sean Ellis. Melvil participe également aux clips Je t'ai manqué et Résidents de la République, de l'album Bleu pétrole d'Alain Bashung en 2008, quelques mois avant la disparition de l'auteur-compositeur.
En 2009, Melvil Poupaud tourne son premier grand film populaire Lucky Luke de James Huth, où il interprète Jesse James. Dans un genre différent, le voici prestidigitateur avec L'Orpheline avec en plus un bras en moins, de son oncle Jacques Richard, au côté de Noémie Merlant. En 2010, il intègre la distribution de L'Autre Monde de Gilles Marchand, dans le rôle du frère sadique de Louise Bourgoin et retrouve François Ozon dans Le Refuge pour un rôle de toxicomane au côté d'Isabelle Carré. Toujours en 2010, Melvil est à sa deuxième fiction télévisée avec Benoît Jacquot dans Les Faux-monnayeurs où il interprète Édouard, d'après le roman d'André Gide. Melvil Poupaud prend part au jury du Festival du film de la Réunion et à celui du Festival international du film de Locarno.

#### Reconnaissance publique grâce àLaurence Anyways(2012-2014)
L'acteur passe derrière la caméra dès son plus jeune âge en 1984 et réalise huit courts métrages, sur une décennie. Le comédien écrit son premier livre en 2011, un récit autobiographique, « Quel est Mon noM », aux Éditions Stock. Melvil Poupaud tourne avec le jeune prodige du cinéma québécois Xavier Dolan dans Laurence Anyways en 2012, où il livre sa plus belle performance au côté de l'actrice Suzanne Clément. Melvil se métamorphose en femme, un personnage que le comédien attendait depuis longtemps. Le long-métrage est présenté au Festival de Cannes au mois de mai, dans la catégorie « Un certain Regard ». Melvil Poupaud remporte le prix de la meilleure interprétation au Lisbon & Estoril Film Festival, en novembre 2012 et la cinémathèque de Tokyo lui consacre une rétrospective de sa carrière.
Melvil Poupaud était dans le dernier film de Charles de Meaux, The Lady in the Portrait. Tourné en Chine, il partage avec les lecteurs du site Les Inrockuptibles photos et textes dans un carnet de voyage virtuel. Il devient le capitaine d'un navire entre Marseille et Gdansk dans Fidelio l'odyssée d'Alice, le premier long métrage de Lucie Borleteau, avec Ariane Labed et Anders Danielsen.
En 2016, le festival International du film Entrevues de Belfort lui consacre une rétrospective en tant qu'acteur et cinéaste (en présence de Chiara Mastroianni, Jean-Pierre Léaud et Cynthia Arra).

#### Confirmation critique (depuis 2015)
Les années suivantes voient Poupaud alterner films populaires et films d'auteurs. Il apparaît ainsi dans le drame Vue sur Mer écrit, réalisé et avec l'américaine Angélina Jolie. Il y tient un second rôle aux côtés de Brad Pitt, Mélanie Laurent et de la réalisatrice. Dans ce film, il incarne un homme marié malgré lui aux problèmes d'un autre couple. Proposition étrangère souhaitant renouer avec l'esprit de la nouvelle vague, Vue sur Mer reçoit des critiques très négatives et se solde par un échec cuisant aussi bien dans la presse qu'auprès du public.[réf. nécessaire] L'acteur change de registre avec une fable à suspens intitulée Le Grand Jeu, dans laquelle il est la tête d'affiche avec André Dussolier. Le film reçoit le prix Louis Delluc du meilleur premier film. Il apparaît ensuite dans la comédie Victoria aux côtés de Virginie Efira dans un second rôle.

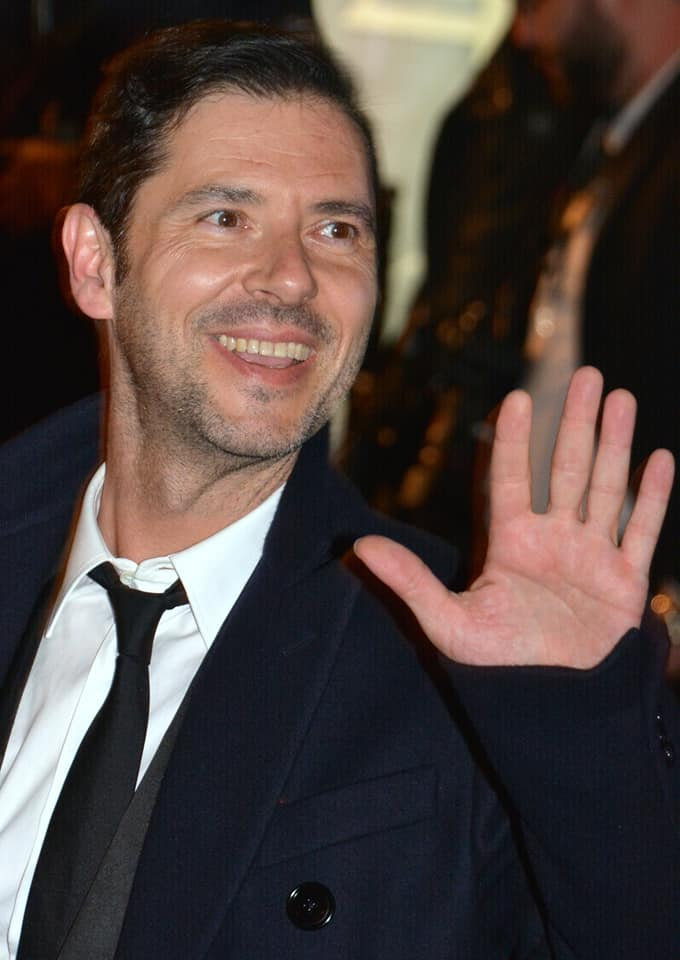
Lors de la cérémonie des Césars 2020.

En 2018, il revient sur le devant de la scène, dans le rôle d'un père de famille autrefois agressé sexuellement par un prêtre dans le drame Grâce à Dieu de François Ozon. Le film évoque les nombreux scandales d'agressions sexuelles et de viols d'enfants paroissiens par des prêtres catholiques. Ce film signe sa quatrième collaboration avec l'un de ses réalisateurs fétiches, François Ozon. Melvil partage l'affiche avec notamment Denis Ménochet et Swann Arlaud. Le film est très compliqué à monter.[réf. nécessaire] De plus sa sortie est sujet à polémique, en particulier en raison de la mise en avant du personnage du cardinal Barbarin. Les proches du cardinal souhaitent tenter une action en justice à l'encontre de François Ozon et son équipe. Toutefois la justice donne raison à Ozon. Une fois sortie en salles, Grâce à Dieu s'impose rapidement à la tête du box-office français et récolte des critiques très positives. Le film reçoit par ailleurs 8 nominations aux César dont celle du meilleur acteur pour Melvill Poupaud. Il joue ensuite pour Eva Ionesco.
L'année suivante, il tient un rôle secondaire dans le drame historique J'accuse de Roman Polanski qui s'intéresse à l'affaire Dreyfus. Il complète une distribution prestigieuse qui réunit également Jean Dujardin, Louis Garrel, Vincent Perez, et Mathilde Seigner. J'accuse bénéficie de critiques dans l'ensemble élogieuses ainsi que d'une large couverture médiatique, parfois sujette à controverse en raison des viols sur mineures dont est accusé le metteur en scène. Présenté à la Mostra de Venise où il reçoit deux prix pour sa réalisation, J'accuse obtient 12 nominations aux César et 5 aux Lumières. 
Des actions féministes sont menées pour rappeler la condamnation de Roman Polanski pour viols sur mineures [réf. nécessaire]. 
Melvil Poupaud fait une brève apparition dans Été 85 de François Ozon avec Benjamin Voisin et Félix Lefebvre.
En 2022, Melvil Poupaud est à l'affiche de quatre longs-métrages aux styles très différents. Il joue dans un premier temps, un écrivain qui retrouve sa petite sœur après plusieurs années de séparation dans Frère et Sœur d'Arnaud Desplechin avec Marion Cotillard. Le tournage est pour le moins complexe car l'actrice ayant besoin de se plonger dans le rôle et créer de la distance sur le plateau avec celui qui incarne son frère, choisit d'ignorer l'acteur tout le long. Melvil Poupaud d'abord surpris par l'utilisation de la method acting de Marion Cotillard pourra avoir une complicité à la fin du tournage et lors du passage du film à Cannes. Il apparait ensuite dans les drames Petite Fleur de Santiago Mitre, À mon seul désir de Lucie Borleteau aux côtés de Zita Hanrot puis incarne l'époux de Léa Seydoux dans Un beau matin de Mia Hansen-Løve qui aborde la question de la fin de vie.
En 2023, il interprète trois rôles de maris possessifs à l'écran. Ainsi il incarne l'égoïste et libertin comte Jean du Barry dans le film historique : Jeanne du Barry de et avec Maïwenn dans le rôle principale, aux côtés de Johnny Depp qui incarne le roi Louis XV et de Benjamin Lavernhe, Pierre Richard et Pascal Greggory avec qui il avait travaillé sur Un beau matin. Le film est présenté en ouverture du 76e Festival de Cannes en mai, où il reçoit un accueil mitigé de la part des critiques et un résultat commercial positif par la suite ; c'est le 2e film d'ouverture le plus visionné du Festival de Cannes après Gatsby le Magnifique, dix ans auparavant.    
Dans le même temps, il joue dans l'adaptation cinématographique L'Amour et les Forêts tiré du roman du même nom de Valérie Donzelli. Ce film signe sa seconde collaboration avec l'actrice franco-belge Virginie Efira, laquelle reçoit un bon accueil critique. Il reçoit une nomination au Lumière du meilleur acteur pour son rôle sur le film L'Amour et les Forêts.
La même année, il apparaît devant la caméra de Woody Allen dans Coup de chance. Il y interprète l'époux inquiet de Lou de Laâge. La distribution comprend l'humoriste Valérie Lemercier, les comédiens Niels Schneider et Guillaume de Tonquédec. Le film fait partie de la sélection de la 80e Mostra de Venise. Les critiques sont dans l'ensemble positives. Cependant, le long-métrage est un échec au box-office.  
En 2024, Melvil Poupaud tourne pour la première fois sous la direction du réalisateur français Christophe Honoré dans la fable fantaisiste Marcello mio. Sur ce film il retrouve Catherine Deneuve et retrouve au cinéma Chiara Mastroianni et Fabrice Luchini. Le film est décrit comme un drame introspectif visant à célébrer le cinéma de Marcello Mastroianni.

### Autres activités

#### Musicien
Melvil Poupaud crée le groupe fusion Mud avec son frère Yarol Poupaud, guitariste du groupe français Fédération française de fonck ou FFF, et le réalisateur Hopi Lebel, bassiste. Deux albums voient le jour : Mud (1995) et Mud Pack (1997). Il sort l'album solo Un simple appareil en 2002. Un nouveau groupe voit le jour en 2011, Black minou. C'est avant tout une affaire familiale, organisée autour des trois frères : Yarol l'aîné, Melvil, et César Poupaud. Les musiciens sortent leur nouvel EP au mois de mars 2012.
Eté 2018, Melvil se produit sur scène (à Sète et aux Folies Bergère à Paris) en compagnie de Benjamin Biolay dans un spectacle intitulé Songbook mêlant musique, théâtre et cinéma, composé de reprises de grandes chansons françaises (Charles Aznavour, Juliette Gréco, Nino Ferrer...). L'album composé de 18 titres sort en novembre et sont annoncées quarante dates de concert pour l'hiver 2019 avec notamment un passage à l'Olympia,.

#### Autobiographe
En 2010, Melvil Poupaud refuse les projets de tournage pendant un an afin de se consacrer à la création d'un livre de mémoires, qui fait suite à un projet de ranger ses souvenirs dans diverses boîtes. Le livre, intitulé Quel est Mon noM ?, paraît aux éditions Stock en 2011. Dans un portrait du Monde, Poupaud se dit alors « heureux d'avoir surmonté "la frustration de l'acteur de ne pas être dans la position du créateur" ».

## Filmographie

### Cinéma

#### Années 1980
- 1984 : La Ville des pirates de Raoul Ruiz : Malo
- 1985 : L'Île au trésor de Raoul Ruiz : Jim Hawkins
- 1985 : L'Éveillé du pont de l'Alma de Raoul Ruiz : Michel
- 1986 : Dans un miroir de Raoul Ruiz : Acteur
- 1989 : La Fille de 15 ans de Jacques Doillon : Thomas

#### Années 1990
- 1992 : L'Amant de Jean-Jacques Annaud : Paulo, le jeune frère
- 1993 : Archipel de Pierre Granier-Deferre : Michel Rivière
- 1993 : Les gens normaux n'ont rien d'exceptionnel de Laurence Ferreira Barbosa : Germain
- 1994 : À la belle étoile d'Antoine Desrosières : Mathieu
- 1995 : Élisa de Jean Becker : Le fils du pharmacien
- 1995 : Fado majeur et mineur de Raoul Ruiz : Antoine
- 1995 : Les Péchés mortels de Patrick Dewolf : Louis Bernard
- 1995 : Le Plus Bel Âge de Didier Haudepin : Axel
- 1996 : Le Journal du séducteur de Danièle Dubroux : Grégoire Moreau
- 1996 : Trois Vies et une seule mort de Raoul Ruiz : Martin
- 1996 : Conte d'été de Éric Rohmer : Gaspard
- 1997 : Généalogies d'un crime de Raoul Ruiz : René
- 1997 : Le ciel est à nous de Graham Guit : Lenny
- 1998 : Souvenir de Michael H. Shamberg (en) : Charles
- 1998 : Les Kidnappeurs de Graham Guit : Armand Carpentier
- 1999 : Le Temps retrouvé de Raoul Ruiz : Le prince de Foix

#### Années 2000
- 2000 : La Racine du cœur de Paulo Rocha : Vicente Corvo
- 2000 : Combat d'amour en songe de Raoul Ruiz : Paul / Fils de Mariani / Loup / Le père jeune
- 2000 : La Chambre obscure de Marie-Christine Questerbert : Bertrand
- 2001 : Reines d'un jour de Marion Vernoux : Ben
- 2003 : Shimkent Hotel de Charles de Meaux : Alex
- 2003 : Le Divorce de James Ivory : Charles-Henri de Persand
- 2003 : Les Sentiments de Noémie Lvovsky : François
- 2004 : Éros thérapie de Danièle Dubroux : Bruno
- 2005 : Le Temps qui reste de François Ozon : Romain
- 2006 : Melvil de Melvil Poupaud : Melvil
- 2007 : Un homme perdu de Danielle Arbid : Thomas Koré
- 2007 : L'Heure zéro de Pascal Thomas : Guillaume Neuville
- 2008 : Broken English de Zoe R. Cassavetes : Julien
- 2008 : Un conte de Noël de Arnaud Desplechin : Ivan
- 2008 : Speed Racer de Lana et Lilly Wachowski : Commentateur course
- 2008 : Le crime est notre affaire de Pascal Thomas : Frédéric
- 2008 : The Broken de Sean Ellis : Stefan Chambers
- 2009 : Lucky Luke de James Huth : Jesse James
- 2009 : 44 Inch Chest de Malcolm Venville : L'amant français

#### Années 2010
- 2010 : Le Refuge de François Ozon : Louis
- 2010 : L'Autre Monde de Gilles Marchand : Vincent
- 2010 : Mystères de Lisbonne de Raoul Ruiz : Colonel Ernest Lacroze
- 2011 : La Lisière de Géraldine Bajard : François
- 2011 : L'Orpheline avec en plus un bras en moins de Jacques Richard : Robinson
- 2012 : Laurence Anyways de Xavier Dolan : Laurence Alia
- 2012 : Les Lignes de Wellington de Raoul Ruiz et Valeria Sarmiento : Maréchal Masséna
- 2014 : Tête baissée de Kamen Kalev : Samy
- 2014 : Fidelio, l'odyssée d'Alice de Lucie Borleteau : Gaël
- 2015 : Fou d'amour de Philippe Ramos : le curé
- 2015 : Vue sur mer (By The Sea) de Angelina Jolie : François
- 2015 : Le Grand Jeu de Nicolas Pariser : Pierre
- 2016 : Victoria de Justine Triet : Vincent
- 2017 : Le Portrait interdit de Charles de Meaux : Jean-Denis Attiret
- 2018 : La Belle et la Belle de Sophie Fillières : Marc
- 2018 : Les Grands Squelettes de Philippe Ramos
- 2018 : Grâce à Dieu de François Ozon : Alexandre
- 2019 : Une jeunesse dorée d'Eva Ionesco : Hubert
- 2019 : J'accuse de Roman Polanski : Me Fernand Labori

#### Années 2020
- 2020 : Été 85 de François Ozon : M. Lefèvre
- 2021 : Les Jeunes Amants de Carine Tardieu : Pierre
- 2022 : Frère et Sœur d'Arnaud Desplechin : Louis
- 2022 : Petite Fleur de Santiago Mitre : Jean-Claude
- 2022 : Un beau matin de Mia Hansen-Løve : Clément
- 2022 : À mon seul désir de Lucie Borleteau
- 2023 : L'Amour et les Forêts de Valérie Donzelli : Greg
- 2023 : Jeanne du Barry de Maïwenn : le comte Guillaume du Barry
- 2023 : Coup de chance de Woody Allen : Jean
- 2024 : Marcello mio de Christophe Honoré : lui-même
- 2025 : Les Règles de l'art de Dominique Baumard : Yonathan
- 2026 : Changer l'eau des fleurs de Jean-Pierre Jeunet

### Télévision
- 1997 : Marianne (téléfilm) de Benoît Jacquot : Valville
- 2011 : Les Faux-monnayeurs (téléfilm) de Benoît Jacquot : Edouard
- 2018 : Insoupçonnable (mini-série) d'Éric Valette : Paul Brodsky
- 2021-2022 : OVNI(s) (série Canal+) d'Antony Cordier : Didier Mathure
- 2023 : Dans l'ombre de Pierre Schoeller : Paul Francoeur

### Documentaire
- 2010 : Ballet aquatique[11] de Raoul Ruiz

### Courts métrages
- 1984 : Qui es-tu Johnny Mac ?, de Melvil Poupaud
- 1985 : Ces jours où les remords font vraiment mal au cœur, de Melvil Poupaud
- 1988 : 3 jours …, de Melvil Poupaud
- 1994 : Boulevard Mac Donald, de Melvil Poupaud
- 1994 : 3000 scénarios contre un virus de Virginie Thévenet[28]
- 1995 : Hillbilly Chainsaw Massacre, de Laurent Tuel
- 1995 : Substitution, de Hopi Lebel
- 1999 : Stanwix, de Charles de Meaux
- 1999 : Quelque chose, de Melvil Poupaud
- 2000 : Une envie de chien, de François Goizé
- 2001 : Rémi, de Melvil Poupaud
- 2003 : Pronobis, de Melvil Poupaud
- 2004 : Qui a tué Johnny Mac ?, de Melvil Poupaud
- 2004 : Monde extérieur, de David Rault
- 2010 : The Argument, de Clara Aranovich

### Clips
- 2008 : Je t'ai manqué, de l'album Bleu pétrole d'Alain Bashung
- 2008 : Résidents de la République, de l'album Bleu pétrole d'Alain Bashung

### Réalisation

#### Courts métrages
- 1984 : Qui es-tu Johnny Mac ?
- 1985 : Ces jours où les remords font vraiment mal au cœur
- 1988 : 3 jours...
- 1994 : Boulevard Mac Donald
- 1999 : Quelque chose
- 2001 : Rémi
- 2003 : Pronobis
- 2004 : Qui a tué Johnny Mac ?

#### Long métrage
- 2006 : Melvil

#### Clip
- 2008 : Heartbreak Hotel[29], La Veille

## Discographie
- 1995 : Mud, groupe Mud, (Yarol Poupaud et Melvil Poupaud)
- 1997 : Mud Pack, groupe Mud, (Yarol Poupaud et Melvil Poupaud)
- 2002 : Un simple appareil, Melvil Poupaud
- 2012 : EP, Black minou, (Yarol Poupaud et Melvil Poupaud)
- 2018 : Songbook, (Benjamin Biolay et Melvil Poupaud)

## Publications
- Melvil Poupaud, Quel est Mon noM, Paris, Éditions Stock, coll. « La Bleue », 7 septembre 2011, 288 p. (ISBN 978-2-234-07030-1)
- Melvil Poupaud, Maylis de Kerangal, Olivia Rosenthal, Laurent Larivière, Alban Lefranc, Laurence Ferreira Barbosa, Sylvain Coher, Joana Preiss, Emmanuelle Pagano et Pascal Bonitzer, Sacha Lenoir : [5 écrivains, 5 cinéastes], Paris, Éditions Capricci, 20 mai 2011, 320 p. (ISBN 978-2-918040-22-4)[30]
- Melvil Poupaud, Voyage à Film City, Paris, Éditions Fayard, 2017, 176 p. (ISBN 978-2-7202-1553-7)

## Distinctions

### Récompenses
- Shooting Stars de la Berlinale 1998 : meilleur acteur
- Festival international de Valladolid 2005 : meilleur comédien pour Le Temps qui reste
- San Diego Film Critics Society Awards 2010 : meilleure performance d'un ensemble pour 44 Inch Chest
- Festival du film d'Estoril 2012 : prix de la meilleure interprétation au Festival du film d'Estoril pour Laurence Anyways

### Nominations
- César 1990 : meilleur espoir masculin La Fille de 15 ans[31]
- César 1994 : meilleur espoir masculin pour Les gens normaux n'ont rien d'exceptionnel[31]
- Festival de Cannes 2006 : Caméra d'or pour Melvil[13]
- Prix Écrans canadiens 2013 : meilleur acteur Laurence Anyways
- Vancouver Film Critics Circle 2013 : meilleur acteur pour Laurence Anyways
- César 2017 : meilleur acteur dans un second rôle pour Victoria[31]
- César 2020 : meilleur acteur pour Grâce à Dieu[31]
- César 2024 : meilleur acteur pour L'Amour et les Forêts
- Lumières 2024 : meilleur acteur pour L'Amour et les Forêts